# Аскеров, Тогрул Шахрияр оглы
Тогрул Шахрияр оглы Аскеров (азерб. Toğrul Şəhriyar oğlu Əsgərov; род. 17 сентября 1992, Гянджа, Азербайджан) — азербайджанский борец вольного стиля, бывший член национальной сборной Азербайджана, старший тренер женской сборной Азербайджана по борьбе, олимпийский чемпион 2012 года, серебряный призёр Олимпийских игр 2016 года и чемпионата мира 2010 года, чемпион Европы 2012 года, чемпион Европы среди кадетов 2008 и 2009 гг., чемпион Европы и чемпион мира среди юниоров 2010 года, чемпион Азербайджана 2011 года. Тогрул Аскеров — первый олимпийский чемпион, родившийся в независимом Азербайджане, а также самый молодой олимпийский чемпион от Азербайджана (в 19 лет).

## Биография

### Начало спортивной карьеры
Тогрул Аскеров родился 17 сентября 1992 года в городе Гянджа Азербайджанской Республики. Борьбой начал заниматься в 2002 году в родной Гяндже под началом своего личного тренера Эльчина Зейналова. До борьбы в течение двух лет занимался дзюдо, но по рекомендации главного тренера начал заниматься вольной борьбой, которая так понравилась Аскерову, что он продолжил заниматься вольной борьбой.
В 2008 году Аскеров выиграл золото на юношеском чемпионате Европы по борьбе, проходившем в Даугавпилсе. Через год в Зренянине Аскеров стал двукратным чемпионом Европы среди юношей.
В июне 2010 года в Самокове Тогрул Аскеров становится чемпионом Европы среди юниоров. В июле этого же года на чемпионате мира среди юниоров в Будапеште Аскеров берёт серебро.

### Первые успехи среди взрослых
В сентябре 2010 года в возрасте 17 лет Аскеров дебютирует на чемпионате мира по борьбе, проходившем в Москве. Этот чемпионат был дебютным соревнованием для Тогрула Аскерова на турнирах среди взрослых. Соревнования в весовой категории до 55 кг, где выступал Аскеров, проходили 10 сентября (18 лет Аскерову исполнилось только через 7 дней). Одержав победы над камерунцем Генри Ндиве, Баяраагийном Наранбаатаром из Монголии, и Ризваном Гаджиевым из Белоруссии, Аскеров вышел в полуфинал, где встретился с японским борцом Ясухиро Инабой. Встречу с японцем, на которой азербайджанский борец одержал победу, Аскеров называет самой тяжёлой для себя схваткой на этом чемпионате. В финале Тогрул Аскеров встретился с Виктором Лебедевым, представлявшем Россию. С перевесом в одно очко Лебедев победил, а Тогрул Аскеров, взяв серебряную медаль, стал вице-чемпионом мира.
В марте 2011 года Аскеров участвует на чемпионате Европы в Дортмунде, но в первой же схватке проигрывает украинскому борцу, серебряному призёру Олимпийских игр 2008 года Василию Федоришину, и выбывает из соревнования. В мае этого же года в Плауэне Аскеров становится обладателем Кубка мира среди юниоров, а в июле в Бухаресте становится чемпионом мира среди юниоров. В декабре выигрывает чемпионат Азербайджана, одолев в финале Агагусейна Мустафаева.
В 2012 году Аскеров принял участие на втором для себя чемпионате Европы в Белграде, выступая в весовой категории до 60 кг. Одержав последовательно победы на Мунир Реджеп Акташом из Турции, Малхазом Залхуа из Грузии и Георге Буджуром из Румынии, Аскеров выходит в финал, где ему противостоял Анатолий Гуйдя, представляющий Болгарию. Победив и Гуйдя, Аскеров становится чемпионом Европы. Через месяц Тогрул Аскеров выступает на Лицензионном турнире к Олимпийским играм в Софии. Заняв первое место и на этом турнире, Аскеров завоёвывает путёвку на XXX летние Олимпийские игры в Лондон.

### Победа на дебютной Олимпиаде

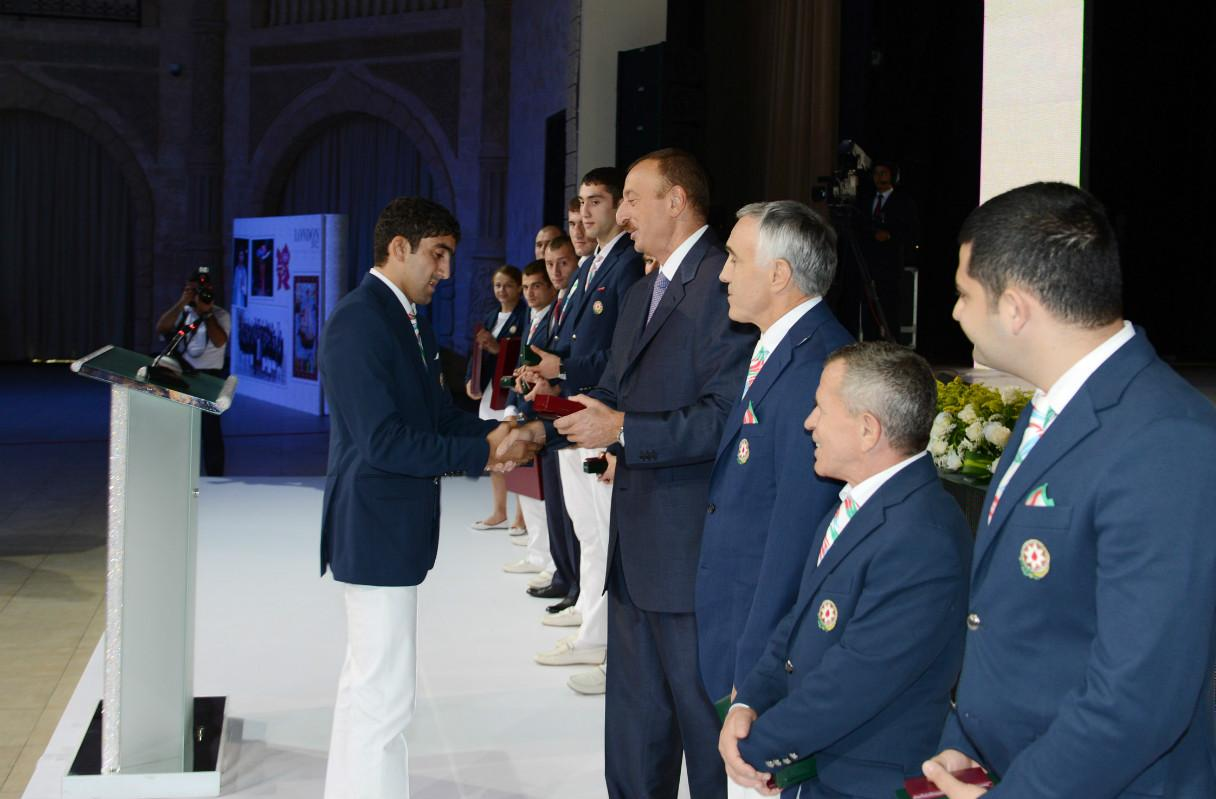
Президент Азербайджана Ильхам Алиев награждает победителя Олимпийских игр 2012 года Тогрула Аскерова орденом «Слава». 31 августа 2012 года

11 августа 2012 года Тогрул Аскеров начал своё выступление на дебютных для себя Олимпийских играх. В 1/8 финала Аскеров победил Тима Шляйхера из Германии, а в четвертьфинале — японца Кэнъити Юмото. В полуфинале Аскеров сумел одолеть представителя США Скотта Коулмана. Позднее Коулман заявил, что не был удивлен победе Тогрула, что знал, что он хорош, и что это будет хороший матч. «Он победитель и знает как побеждать на любом уровне» говорил Коулман про Тогрула Аскерова. В финале Аскерова ждал призёр Олимпийских игр 2008 года и четырёхкратный чемпион мира Бесик Кудухов. Победив Кудухова во всех раундах, Тогрул Аскеров первым приносит золото в копилку Азербайджана на этих играх. Он также становится первым олимпийским чемпионом, родившимся в независимом Азербайджане, а также самым молодым олимпийским чемпионом от Азербайджана. После поражения Аскерову в финале Олимпийских игр 2012, россиянин Бесик Кудухов заявил:
…Всех соперников прошёл легко, а вот в финале не думал, что азербайджанец даст такой бой. Я же с ним до этого никогда не встречался, он середняком был. Да и в тактике я ошибся. Надо было разведку сделать, а я сразу начал нападать…
31 августа 2012 президент Азербайджана и Национального олимпийского комитета Ильхам Алиев наградил Аскерова орденом «Шохрат» (Слава). 18 декабря награждён Олимпийским орденом Национального олимпийского комитета Азербайджана. 24 декабря в Buta Palace, на церемонии награждения Министерства молодежи и спорта Азербайджана Аскеров попал в список 20 лучших спортсменов страны и получил почётный диплом из рук министра Азада Рагимова.
18 декабря 2012 Аскерову была присуждена Специальная олимпийская стипендия Президента Азербайджанской Республики.

### Дальнейшая карьера борца

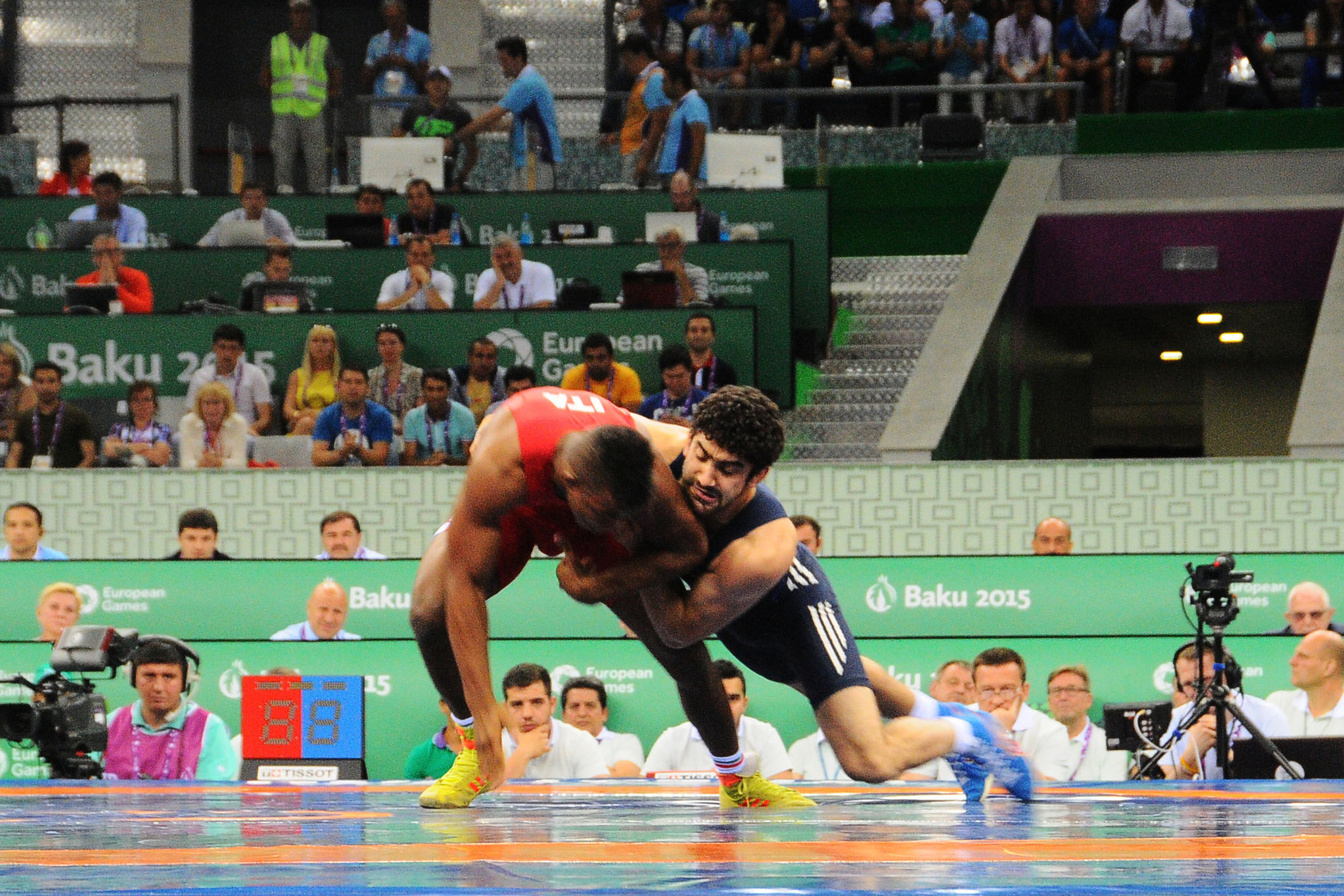
Аскеров в финале Европейских игр 2015

Сразу после Олимпийских игр в Лондоне у Тогрула Аскерова обнаружились проблемы с желудком. Аскеров отправился на лечение в Турцию. В связи с проблемами со здоровьем Аскеров вынужден был пропустить чемпионат Европы и чемпионат мира 2013 года. Но несмотря на это Тогрул Аскеров не прекращал тренировки. Вскоре Аскеров вернулся в сборную. В январе 2014 года он участвовал на сборах в Дубае. Ожидалось что Аскеров вернётся на ковёр на турнире Дана Колова — Никола Петрова в Софии, но сообщалось, что из-за смерти деда он не сможет принять участие в этом соревновании.
В 2014 году Аскеров принял участие на чемпионате Европы в финляндском Вантаа.
В 2015 году стал победителем I Европейских игр. 29 июня Аскеров за высокие достижения на I Европейских играх и большие заслуги в развитии спорта в Азербайджане был награждён орденом «За службу Отечеству» 2-й степени. В этом же году принял участие на чемпионате мира в Лас-Вегасе, где дошёл до четвертьфинала. Здесь он вчистую одолел итальянца Франка Чамисо, но его победу не засчитали. Сразу после той схватки первый вице-президент федерации борьба Азербайджана Намиг Алиев отправил жалобу в «Объединённый мир борьбы» (до сентября 2014 года — Международная федерация объединённых стилей борьбы FILA), после чего был создан специальный комитет, который подтвердил факт грубейшей судейской ошибки. Но на результат это не повлияло. Чамисо в итоге вышел в финал и стал чемпионом мира. Аскеров же, победив в утешительной схватке, проиграл схватку за бронзу иранскому спортсмену и занял пятое место, завоевав тем самым лицензию на летние Олимпийские игры 2016 года в Рио-де-Жанейро. 30 октября 2015 года Генеральной ассамблеей Ассоциации национальных олимпийских комитетов в Вашингтоне был объявлен лучшим спортсменом Европы.

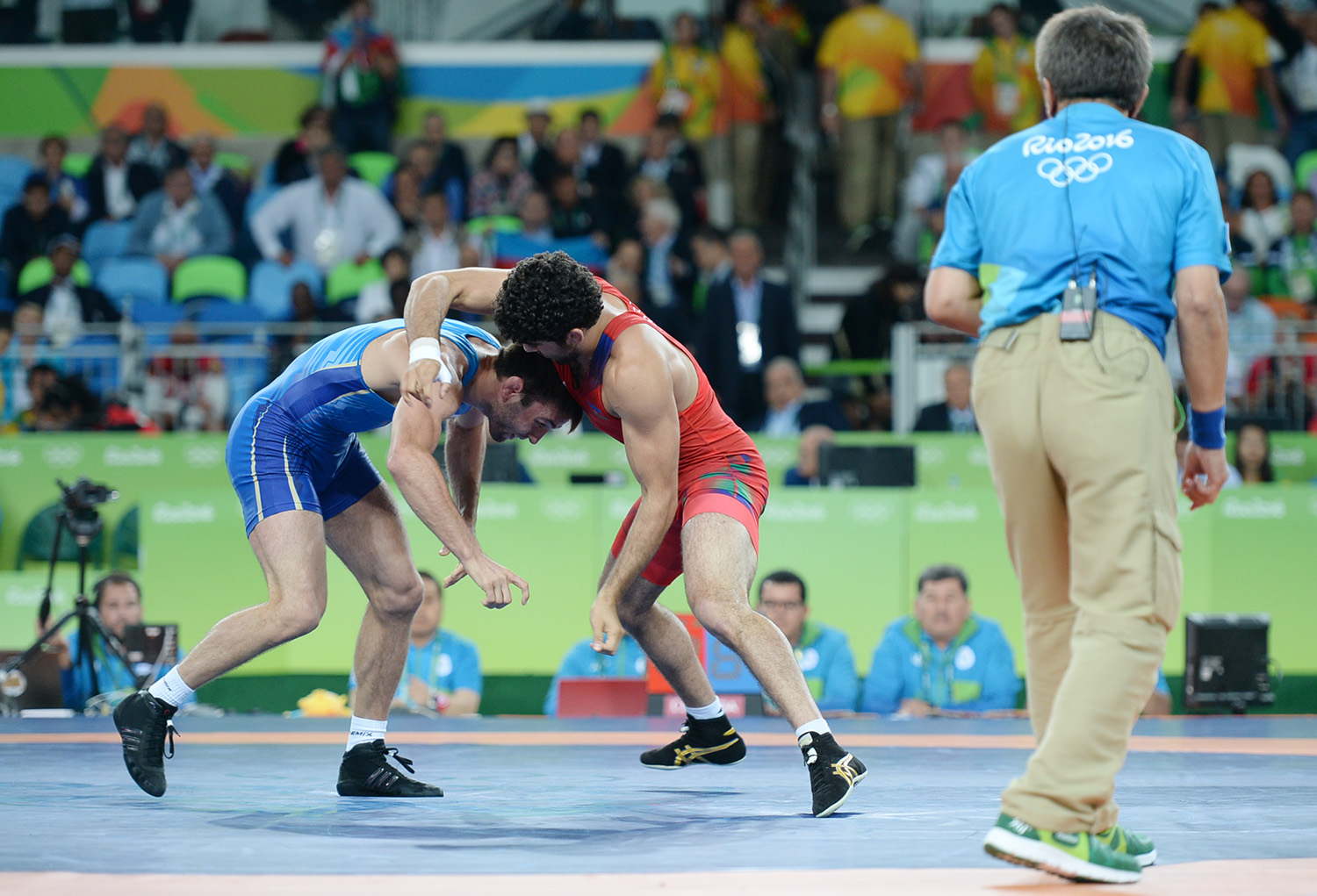
Аскеров в финале Олимпийских игр 2016

На Олимпиаде 2016 года завоевал серебряную медаль. 1 сентября указом президента Азербайджана был награждён орденом «За службу Отечеству III степени».
В мае 2017 года в организме Аскерова был обнаружен препарат higenamine, который с начала 2017 года был запрещён Всемирным антидопинговым агентством. В Федерации борьбы Азербайджана сообщили, что Тогрул Аскеров не принимал никаких запрещенных препаратов, и что во время выступления в Профессиональной лиге борьбы в Индии он съел экзотический фрукт, в котором и содержится данное вещество. В переписке с WADA удалось доказать этот факт, из-за чего спортсмен получил дисквалификацию всего лишь на один год и не подвергся никаким штрафам. Это первый случай в истории борьбы, когда уличённый в употреблении допинга спортсмен подвергается столь мягкому наказанию. Аскеров в ближайшее время должен был перенести операцию на шее и в любом случае должен был пропустить определённое время.
В январе 2022 года в СМИ Азербайджана прошла информация о том, что Аскеров намерен завершить спортивную карьеру.

### Тренерская деятельность

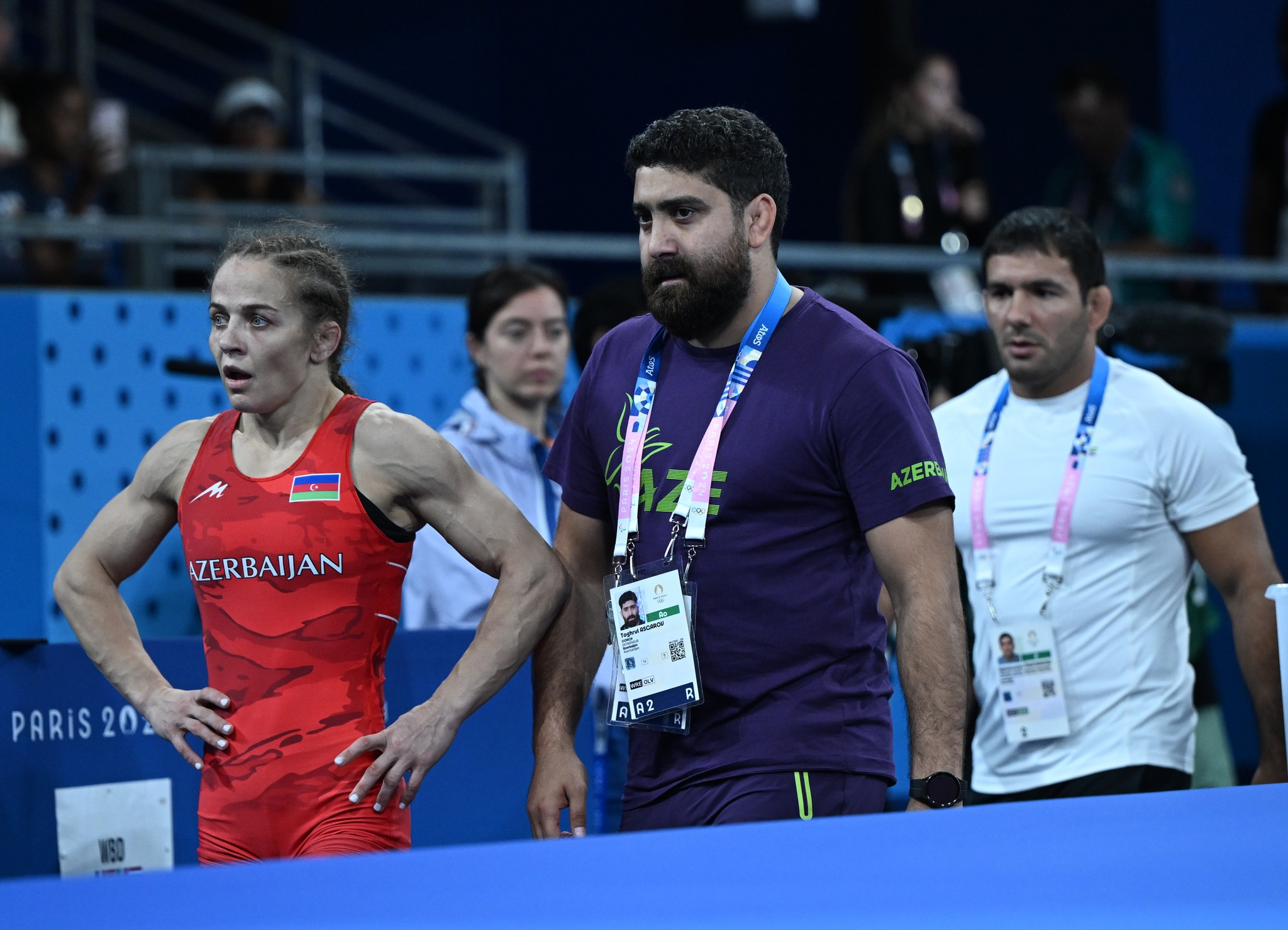
Старший тренер женской сборной Азербайджана Тогрул Аскеров на Олимпийских играх 2024 в Париже

В июле 2023 года был официально назначен старшим тренером взрослой женской сборной Азербайджана по вольной борьбе. В феврале 2024 года на чемпионате Европы в Бухаресте женская сборная Азербайджана по борьбе, старшим тренером которой являлся Аскеров, завоевала два золота и одну бронзу, став в командном зачете стала 4-ми с 83 очками. Это был лучший результат за последние шесть лет в плане добытых очков и пять лет — по занятой позиции. Ставшая в десятый раз чемпионкой Европы лидер сборной Мария Стадник, которая после неудачного высьупления на чемпионате мира, стала тренироваться под началом Аскерова, рассказал о своей подготовке с новым тренером:
Перед чемпионатом мира я сменила личного тренера, но у нас с ним немного не сошлись взгляды на подготовку. Я была расшатана морально и не готова психологически. Все пошло не туда. Но всё делается к лучшему. Наверное, мне нужно было тогда проиграть, чтобы не расслабляться до Олимпийских игр. Сейчас я знаю, что должна быть в форме, начала работать с нашим олимпийским чемпионом Тогрулом Аскеровым. Мне нравится его подход к тренировкам. Он сам олимпийский чемпион и знает, что сказать, как зарядить. У нас сейчас все спокойно, все идет хорошо и, надеюсь, так же будет до Олимпиады
В мае 2024 года Стадник удалось завоевать лицензию на свою пятую Олимпиаду.
Другой член женской сборной Азербайджана Жаля Алиева в одном из своих интервью заявила, что в детстве всегда получала стимул от своего земляка Тогрула Аскерова и самым большим стимулом для неё является то, что Аскеров выводит её на ковёр и тренирует сборную.

## Ссылка
- Тогрул Аскеров — олимпийская статистика на сайте Sports-Reference.com (англ.)
- Тогрул Аскеров — профиль на сайте International Wrestling Database (англ.)
- Биография на сайте fila-official.com
- Видеоинтервью с Тогрулом Аскеровым после чемпионата мира 2010
- Интервью с Тогрулом Аскеровым после чемпионата мира 2010
- Видеоинтервью с Тогрулом Аскеровым после победы на Олимпиаде 2012